# Тайна българо-германска спогодба
Тайната българо-германска спогодба е международен договор, сключен на 24 август / 6 септември 1915 година в София между България и Германия, който фиксира териториалното разширение на България при евентуална намеса на България на страната на Централните сили в Първата световна война. От българска страна това прави министър-председателят Васил Радославов, а от германска — райхсканцлерът Георг Михаелис.

## Клаузи
Според договора Германия гарантира на България в замяна на нейното включване във войната срещу Сърбия получаването на спорната и безспорната зона по Българо-сръбския договор от 1912 година, както и по-голяма част от Поморавието с цяло Тимошко. Така западната граница на България според договора тръгва от Дунава на юг по река Велика Морава до сливането на Българска и Сръбска Морава, а оттам следва вододела на тези две реки, минавайки по билата на планините Велики Ястребац, Копаоник, Голяк, гребена на Скопска Църна гора, пресича прохода на Качаник, изкачва се до гребените на Шар планина, където достига границите на Сантефанска България, тоест по Кораб, Дешат и Ябланица. Границата е нанесена върху приложена карта, неразделна част от договора.
В случай на влизане на Румъния във войната на страната на Антантата, Германия се съгласява на българска анексия на Южна Добруджа, окупирана от Румъния през 1913 година по Букурещкия договор, както и на част от Северна Добруджа, като границата минава на север от границата по Санстефанския договор, но на юг от Кюстенджа.
В случай на влизане на Гърция във войната на страната на Антантата, Германия се съгласява на българска анексия на източната част на Егейска Македония с градовете Кавала, Драма, Сяр и Кукуш, като границата започва от Егейско море на юг от Кавала и върви в западна посока по Кушница, по езерото Тахино на Струма, по Орсовата планина, Богданската планина и преди да достигне Вардар завива на север и върви успоредно на реката до гръцко-сръбската граница източно от Гевгели.
Двете договарящи страни си запазват правото за една понататъшна спогодба относно сключването на мира.
Германия и Австро-Унгария отпускат на България заем от 200 милиона франка за 4 месеца, обещавайки допълнителен заем, ако войната продължи по-дълго.

## Последици
Този договор заедно с Българо-германския договор, Военната конвенция и Българо-турската конвенция, също сключени на 6 септември, оформя влизането на България на страната на Централните сили в Първата световна война.

## Изменения
Със споразумение между австро-унгарското и българското армейско ръководство от 1 април 1916 г. на Царство България е предадена от Австро-Унгария голяма част от територията на днешно Косово, заедно с Призрен, Качаник и Прищина.
С Берлинския протокол от 24 септември 1918 г. е отстъпена на България територията на цяла Добруджа.